# Ceylonkikkerbek
De ceylonkikkerbek (Batrachostomus moniliger) is een vogel uit de familie Podargidae (kikkerbekken).

## Verspreiding en leefgebied
Deze soort komt voor in zuidelijk India en Sri Lanka en telt twee ondersoorten:
- B. m. roonwali: zuidelijk India.
- B. m. moniliger: Sri Lanka.